# Григор'євський сільський округ (Бурлінський район)
Григо́р'євський сільський округ (каз. Григорьев ауылдық округі, рос. Григорьевский сельский округ) — адміністративна одиниця у складі Бурлінського району Західноказахстанської області Казахстану. Адміністративний центр — село Кентубек.
Населення — 1038 осіб (2021; 1056 у 2009, 1045 у 1999, 1156 у 1989).
Станом на 1989 рік існувала Григор'євська сільська рада (села Григор'євка, Кім, Пролетарка). Село Пролетарка ліквідовано 2017 року.

## Склад
До складу округу входять такі населені пункти:
| Населений пункт  | Старі назви   | Населення, осіб (1989) | Населення, осіб (1999) | Населення, осіб (2009) | Населення, осіб (2021) |
| ---------------- | ------------- | ---------------------- | ---------------------- | ---------------------- | ---------------------- |
| Бактиарал, село  | Кім, Бактарал | 119                    | 90                     | 94                     | 72                     |
| Кентубек, село   | Григор'євка   | 982                    | 909                    | 953                    | 966                    |
| Пролетарка, село | -             | 55                     | 46                     | 9                      | -                      |